# Khimlasa
Khimlasa és una població del districte de Saugor a Madhya Pradesh, 67 km al nord-oest de Saugor i uns 180 km al sud de Jhansi. La població el 1881 era de 2.726 habitants quasi tots hindús amb alguns jains i musulmans. La població actual no consta però pel nombre de cases seria superior als deu mil. Destaca la muralla de 6 metres d'altura que rodeja la vila i la fortalesa al centre amb alguns edificis destacats: un de musulmà que sembla un lloc d'enterrament d'un santó, i un d'hindú que sembla haver estat un palau amb una sala de miralls.
Originalment era possessió dels emperadors mogols però el 1695 se'n va apoderar el raja de Panna; aquest va morir sense hereus el 1746 i el representant del peshwa maratha a Sagar o Saugor va aprofitar i la va ocupar. Va ser cedida als britànics amb Saugor el 1818 i convertida en capçalera d'un tehsil que el 1834 es va traslladar a Kurai. L'1 de juliol de 1857 el rebel raja de Bhanpur va ocupar Kurai i Khimlasa; aquesta va quedar força damnada en les lluites, i vint anys després encara no s'havia recuperat.